# Rothley (Leicestershire)
Rothley is een civil parish in het bestuurlijke gebied Charnwood, in het Engelse graafschap Leicestershire met 3897 inwoners.